# Museu de Sant Boi de Llobregat
El Museu de Sant Boi de Llobregat és un museu fundat el 1988 a Sant Boi de Llobregat. L'edifici actual va ser inaugurat el 2011. Té per objectiu recuperar, conservar, estudiar i dinamitzar el patrimoni cultural i la memòria històrica del municipi del Baix Llobregat.
Les principals col·leccions del museu són les restes arqueològiques ibèriques, romanes i medievals, provinents de les diferents campanyes realitzades a la població, els fons d'eines i estris del camp, donació de la Cambra Agrària local, i altres fons provinents de donacions privades, entre els quals destaquen les eines i estris d'un taller de fusteria. El museu acull les exposicions permanents "Sant Boi. Temps i espai" i "Rafael Casanova i el seu temps", així com diverses exposicions temporals.
Fundat el 1998, el museu forma part de la Xarxa de Museus Locals de la Diputació de Barcelona i compta amb els següents equipaments: Can Barraquer, Can Torrents, les termes romanes i la torre de Benviure.

## Equipaments

### Can Barraquer

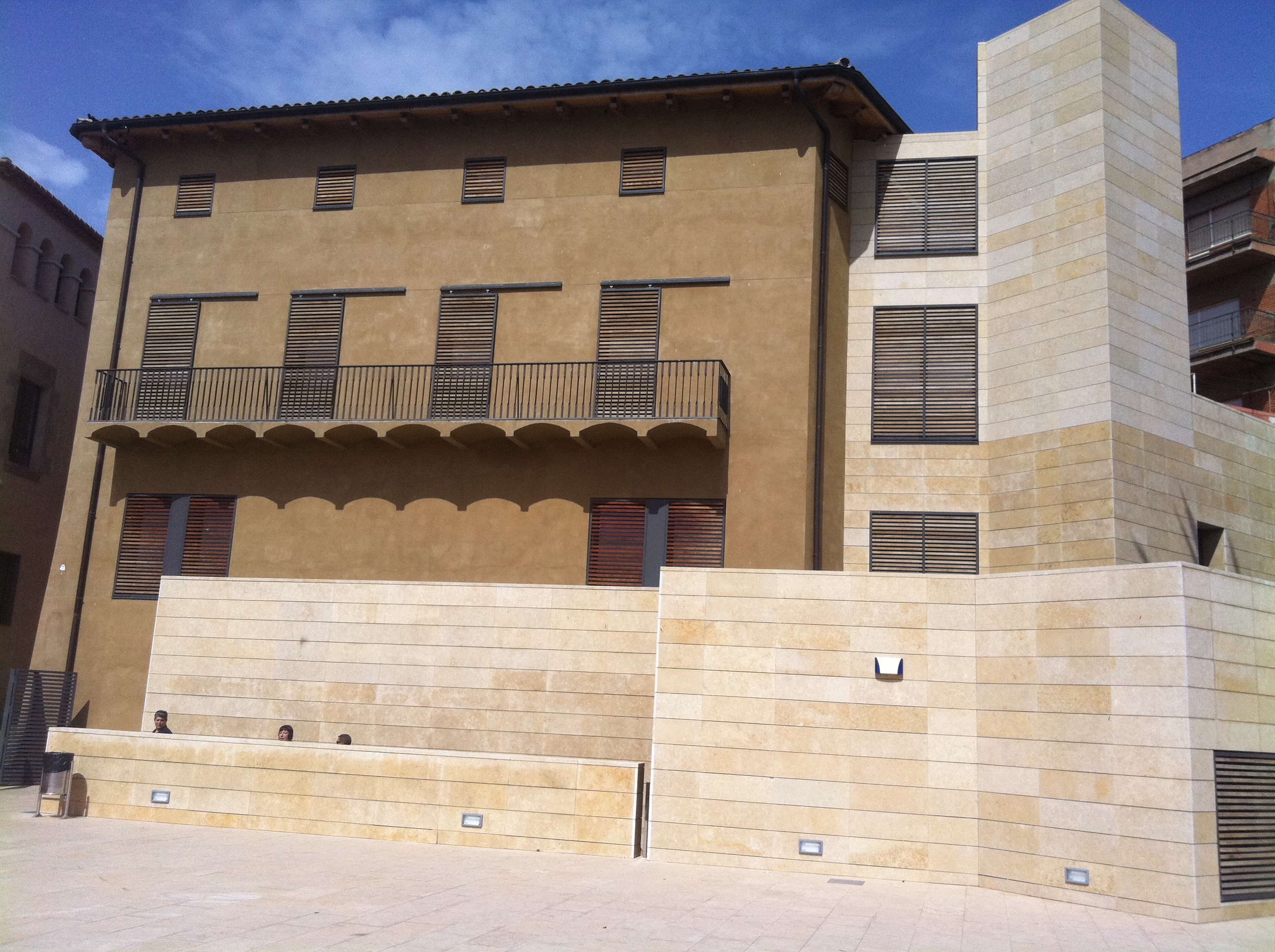
Museu de Sant Boi

És la seu central del Museu de Sant Boi de Llobregat des del 26 de març de 2011, Can Barraquer és una casa pairal del segle xiv, de la qual destaquen el ràfec, la coberta amb bigues de fusta i les finestres del primer pis, d'estil tardogòtic. En aquesta casa hi visqué i hi morí el conseller en cap de Barcelona Rafael Casanova.

### Can Torrents
Can Torrents és una casa pairal del segle XVI de la qual destaquen els finestrals gòtics tardans de la planta noble i un escut nobiliari a la porta d'entrada, que conserva l'arc de mig punt de l'antiga masia. Antiga sala d'exposicions del museu, des de la inauguració de Can Barraquer acull els serveis tècnics del museu i és la seu de l'Arxiu Històric Municipal. A més, acull tot l'equip administratiu, tècnic i responsable polític del Departament de Cultura de l'Ajuntament de Sant Boi de Llobregat.
El Museu compta també amb un mòdul multisensorial anomenat La Mirada Tàctil, un espai d'interpretació tàctil adreçat a tothom però especialment adaptat i dissenyat per aquells visitants que presenten alguns tipus de dificultats visuals, ceguesa o mobilitat reduïda.

### Termes romanes
Les termes romanes de Sant Boi són els banys romans d'una propietat privada de l'època millor conservats de Catalunya. Foren construïdes a les acaballes del segle II dC, en una època d'esplendor econòmica a la vall del riu Llobregat, i l'edifici termal va estar en ple funcionament fins al segle v. Localitzades el 1953, s'inauguraren com a equipament museístic el 1998.

### Torre de Benviure

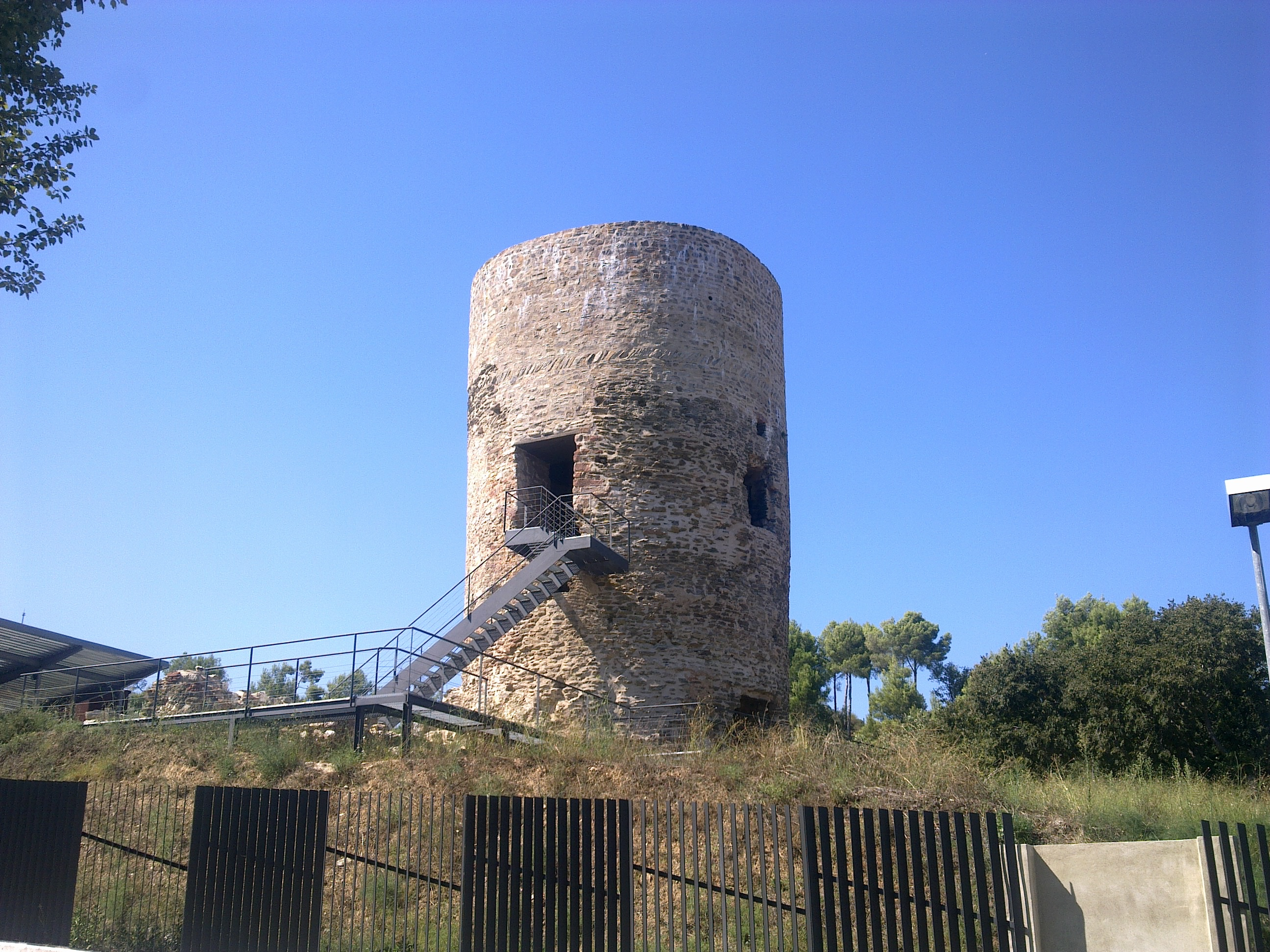
Torre de Benviure

La torre de Benviure s'edificà al segle x a un important encreuament de camins amb l'objectiu de defensar la ciutat de Barcelona dels atacs procedents dels regnes de l'Àndalus. És una torre de defensa de planta circular d'aparell romànic, amb murs de prop de 2 metres d'amplada. Diverses campanyes d'excavació han posat al descobert restes d'època ibèrica i medieval. El monument ha estat restaurat recentment i s'hi realitzen visites guiades.